# Championnats du monde de natation en petit bassin 2016
Navigation
Édition 2014 Édition 2018
Les championnats du monde de natation en petit bassin 2016, treizième édition des championnats du monde de natation en petit bassin, ont lieu du 6 au 11 décembre 2016 à Windsor, au Canada.

## Podiums

### Hommes
| Épreuves             | Or                                                                             | Or                       | Argent                                                               | Argent         | Bronze                                                                   | Bronze         |
| -------------------- | ------------------------------------------------------------------------------ | ------------------------ | -------------------------------------------------------------------- | -------------- | ------------------------------------------------------------------------ | -------------- |
| Nage libre           |                                                                                |                          |                                                                      |                |                                                                          |                |
| 50 m                 | Jesse Puts                                                                     | 21 s 10                  | Vladimir Morozov                                                     | 21 s 14        | Simonas Bilis                                                            | 21 s 23        |
| 100 m                | Simonas Bilis                                                                  | 46 s 58                  | Shinri Shioura                                                       | 46 s 59 (RAs)  | Tommaso D'Orsogna                                                        | 46 s 70        |
| 200 m                | Park Tae-hwan                                                                  | 1 min 41 s 03 (RC, RAs)  | Chad le Clos                                                         | 1 min 41 s 65  | Aleksandr Krasnykh                                                       | 1 min 41 s 95  |
| 400 m                | Park Tae-hwan                                                                  | 3 min 34 s 59            | Aleksandr Krasnykh                                                   | 3 min 35 s 30  | Péter Bernek                                                             | 3 min 37 s 65  |
| 1 500 m              | Park Tae-hwan                                                                  | 14 min 15 s 51 (RC, RAs) | Gregorio Paltrinieri                                                 | 14 min 21 s 94 | Wojciech Wojdak                                                          | 14 min 25 s 37 |
| Papillon             |                                                                                |                          |                                                                      |                |                                                                          |                |
| 50 m                 | Chad le Clos                                                                   | 21 s 98                  | Thomas Shields                                                       | 22 s 40        | David Morgan                                                             | 22 s 47        |
| 100 m                | Chad le Clos                                                                   | 48 s 08 (RM)             | Thomas Shields                                                       | 49 s 04        | David Morgan                                                             | 49 s 31 (RO)   |
| 200 m                | Chad le Clos                                                                   | 1 min 48 s 76            | Thomas Shields                                                       | 1 min 49 s 50  | Daiya Seto                                                               | 1 min 49 s 97  |
| Dos                  |                                                                                |                          |                                                                      |                |                                                                          |                |
| 50 m                 | Junya Koga                                                                     | 22 s 85                  | Jérémy Stravius                                                      | 22 s 99        | Pavel Sankovich                                                          | 23 s 03        |
| 100 m                | Mitch Larkin                                                                   | 49 s 65                  | Andrei Shabasov                                                      | 49 s 69        | Xu Jiayu                                                                 | 50 s 02        |
| 200 m                | Radosław Kawęcki                                                               | 1 min 47 s 63            | Jacob Pebley                                                         | 1 min 48 s 98  | Masaki Kaneko                                                            | 1 min 49 s 18  |
| Brasse               |                                                                                |                          |                                                                      |                |                                                                          |                |
| 50 m                 | Cameron van der Burgh                                                          | 25 s 64                  | Peter Stevens                                                        | 25 s 85        | Felipe Lima                                                              | 25 s 98        |
| 100 m                | Marco Koch                                                                     | 56 s 77                  | Vladimir Morozov                                                     | 57 s 00        | Fabio Scozzoli                                                           | 57 s 04        |
| 200 m                | Marco Koch                                                                     | 2 min 1 s 21 (RC)        | Andrew Willis                                                        | 2 min 2 s 71   | Mikhail Dorinov                                                          | 2 min 3 s 09   |
| 4 nages              |                                                                                |                          |                                                                      |                |                                                                          |                |
| 100 m                | Michael Andrew                                                                 | 51 s 84                  | Daiya Seto                                                           | 52 s 01        | Shinri Shioura                                                           | 52 s 17        |
| 200 m                | Wang Shun                                                                      | 1 min 51 s 74            | Philip Heintz                                                        | 1 min 52 s 07  | Daiya Seto                                                               | 1 min 52 s 89  |
| 400 m                | Daiya Seto                                                                     | 3 min 59 s 24            | Max Litchfield                                                       | 4 min 0 s 66   | Dávid Verrasztó                                                          | 4 min 1 s 56   |
| Relais               |                                                                                |                          |                                                                      |                |                                                                          |                |
| 4 × 50 m nage libre  | Russie Aleksei Brianskii Nikita Lobintsev Aleksandr Popkov Vladimir Morozov    | 1 min 24 s 32            | États-Unis Paul Powers Blake Pieroni Michael Chadwick Thomas Shields | 1 min 24 s 47  | Japon Kosuke Matsui Kenta Ito Shinri Shioura Junya Koga                  | 1 min 24 s 51  |
| 4 × 100 m nage libre | Russie Nikita Lobintsev Mikhail Vekovishchev Vladimir Morozov Aleksandr Popkov | 3 min 5 s 90             | France Clément Mignon Jérémy Stravius Jordan Pothain Mehdy Metella   | 3 min 7 s 35   | Australie Brayden McCarthy Daniel Smith David Morgan Tommaso D'Orsogna   | 3 min 7 s 76   |
| 4 × 100 m nage libre | Russie Nikita Lobintsev Mikhail Vekovishchev Vladimir Morozov Aleksandr Popkov | 3 min 5 s 90             | France Clément Mignon Jérémy Stravius Jordan Pothain Mehdy Metella   | 3 min 7 s 35   | États-Unis Michael Chadwick Thomas Shields Paul Powers Blake Pieroni     | 3 min 7 s 76   |
| 4 × 200 m nage libre | États-Unis Blake Pieroni Jacob Pebley Pace Clarck Zane Grothe                  | 6 min 53 s 34            | Japon Yuki Kobori Daiya Seto Tsubasa Amai Katsuhiro Matsumoto        | 6 min 53 s 54  | Australie Clyde Lewis Mitch Larkin Daniel Smith Alexander Graham         | 6 min 53 s 72  |
| 4 × 50 m 4 nages     | Russie Andrei Shabasov Kirill Prigoda Aleksandr Popkov Vladimir Morozov        | 1 min 31 s 52            | États-Unis Jacob Pebley Cody Miller Thomas Shields Michael Chadwick  | 1 min 31 s 97  | Biélorussie Pavel Sankovich Ilya Shymanovich Yauhen Tsurkin Anton Latkin | 1 min 32 s 49  |
| 4 × 100 m 4 nages    | Russie Andrei Shabasov Kirill Prigoda Aleksandr Kharlanov Vladimir Morozov     | 3 min 21 s 17            | Australie Mitch Larkin Tommy Sucipto David Morgan Tommaso D'Orsogna  | 3 min 23 s 56  | Japon Junya Koga Yoshiki Yamanaka Takeshi Kawamoto Shinri Shioura        | 3 min 24 s 71  |

### Femmes
| Épreuves             | Or                                                                     | Or                 | Argent                                                                     | Argent             | Bronze                                                                            | Bronze        |
| -------------------- | ---------------------------------------------------------------------- | ------------------ | -------------------------------------------------------------------------- | ------------------ | --------------------------------------------------------------------------------- | ------------- |
| Nage libre           |                                                                        |                    |                                                                            |                    |                                                                                   |               |
| 50 m                 | Ranomi Kromowidjojo                                                    | 23 s 60            | Silvia Di Pietro                                                           | 23 s 90            | Madison Kennedy                                                                   | 23 s 93       |
| 100 m                | Brittany Elmslie                                                       | 51 s 81            | Ranomi Kromowidjojo                                                        | 51 s 92            | Penny Oleksiak                                                                    | 52 s 01       |
| 200 m                | Federica Pellegrini                                                    | 1 min 51 s 73      | Katinka Hosszú                                                             | 1 min 52 s 28      | Taylor Ruck                                                                       | 1 min 52 s 50 |
| 400 m                | Leah Smith                                                             | 3 min 57 s 78      | Veronika Popova                                                            | 3 min 58 s 90      | Chihiro Igarashi                                                                  | 3 min 59 s 41 |
| 800 m                | Leah Smith                                                             | 8 min 10 s 17      | Ashley Twichell                                                            | 8 min 11 s 95      | Kiah Melverton                                                                    | 8 min 16 s 51 |
| Papillon             |                                                                        |                    |                                                                            |                    |                                                                                   |               |
| 50 m                 | Jeanette Ottesen                                                       | 24 s 92            | Kelsi Worrell                                                              | 25 s 27            | Rikako Ikee                                                                       | 25 s 32       |
| 100 m                | Katinka Hosszú                                                         | 55 s 12            | Kelsi Worrell                                                              | 55 s 22 (RAm)      | Rikako Ikee                                                                       | 55 s 64       |
| 200 m                | Katinka Hosszú                                                         | 2 min 2 s 15       | Kelsi Worrell                                                              | 2 min 2 s 89 (RAm) | Zhang Yufei                                                                       | 2 min 5 s 10  |
| Dos                  |                                                                        |                    |                                                                            |                    |                                                                                   |               |
| 50 m                 | Etiene Medeiros                                                        | 25 s 82            | Katinka Hosszú                                                             | 25 s 99            | Alexandra DeLoof                                                                  | 26 s 14       |
| 100 m                | Katinka Hosszú                                                         | 55 s 54            | Kylie Masse                                                                | 56 s 24            | Georgia Davies                                                                    | 56 s 45       |
| 200 m                | Katinka Hosszú                                                         | 2 min 0 s 79       | Daryna Zevina                                                              | 2 min 2 s 24       | Emily Seebohm                                                                     | 2 min 2 s 65  |
| Brasse               |                                                                        |                    |                                                                            |                    |                                                                                   |               |
| 50 m                 | Lilly King                                                             | 28 s 92            | Alia Atkinson                                                              | 29 s 11            | Molly Hannis                                                                      | 29 s 58       |
| 100 m                | Alia Atkinson                                                          | 1 min 3 s 03       | Lilly King                                                                 | 1 min 3 s 35       | Molly Hannis                                                                      | 1 min 3 s 89  |
| 200 m                | Molly Renshaw                                                          | 2 min 18 s 51      | Kelsey Wog                                                                 | 2 min 18 s 52      | Chloé Tutton                                                                      | 2 min 18 s 83 |
| 4 nages              |                                                                        |                    |                                                                            |                    |                                                                                   |               |
| 100 m                | Katinka Hosszú                                                         | 57 s 24            | Emily Seebohm                                                              | 57 s 97            | Alia Atkinson                                                                     | 58 s 04       |
| 200 m                | Katinka Hosszú                                                         | 2 min 2 s 90       | Ella Eastin                                                                | 2 min 5 s 02       | Madisyn Cox                                                                       | 2 min 5 s 93  |
| 400 m                | Katinka Hosszú                                                         | 4 min 21 s 67      | Ella Eastin                                                                | 4 min 27 s 74      | Madisyn Cox                                                                       | 4 min 27 s 78 |
| Relais               |                                                                        |                    |                                                                            |                    |                                                                                   |               |
| 4 × 50 m nage libre  | Canada Michelle Williams Sandrine Mainville Taylor Ruck Penny Oleksiak | 1 min 35 s 00      | Pays-Bas Tamara Van Vliet Ranomi Kromowidjojo Maaike de Waard Kim Busch    | 1 min 35 s 37      | Italie Silvia Di Pietro Erika Ferraioli Aglaia Pezzato Federica Pellegrini        | 1 min 35 s 61 |
| 4 × 100 m nage libre | États-Unis Amanda Weir Kelsi Worrell Madison Kennedy Mallory Comerford | 3 min 28 s 82      | Italie Erika Ferraioli Silvia Di Pietro Aglaia Pezzato Federica Pellegrini | 3 min 30 s 28      | Pays-Bas Maud van der Meer Marrit Steenbergen Maaike de Waard Ranomi Kromowidjojo | 3 min 31 s 10 |
| 4 × 200 m nage libre | Canada Katerine Savard Taylor Ruck Kennedy Goss Penny Oleksiak         | 7 min 33 s 89      | États-Unis Leah Smith Mallory Comerford Sarah Gibson Madisyn Cox           | 7 min 38 s 65      | Russie Daria Mullakaeva Daria Ustinova Arina Openysheva Veronika Popova           | 7 min 39 s 93 |
| 4 × 50 m 4 nages     | États-Unis Alexandra DeLoof Lilly King Kelsi Worrell Katrina Konopka   | 1 min 43 s 27 (RM) | Italie Silvia Scalia Martina Carraro Silvia Di Pietro Erika Ferraioli      | 1 min 45 s 38      | Danemark Mie Nielsen Matilde Schroder Emilie Beckmann Jeanette Ottesen            | 1 min 45 s 98 |
| 4 × 100 m 4 nages    | États-Unis Alexandra DeLoof Lilly King Kelsi Worrell Mallory Comerford | 3 min 47 s 89 (RC) | Canada Kylie Masse Rachel Nicol Katerine Savard Penny Oleksiak             | 3 min 48 s 87      | Australie Emily Seebohm Jessica Hansen Emily Washer Brittany Elmslie              | 3 min 49 s 66 |

### Mixtes
| Épreuves            | Or                                                                              | Or                 | Argent                                                                 | Argent        | Bronze                                                                  | Bronze        |
| ------------------- | ------------------------------------------------------------------------------- | ------------------ | ---------------------------------------------------------------------- | ------------- | ----------------------------------------------------------------------- | ------------- |
| Relais              |                                                                                 |                    |                                                                        |               |                                                                         |               |
| 4 × 50 m nage libre | Russie Aleksei Brianskii Vladimir Morozov Mariia Kameneva Rozaliya Nasretdinova | 1 min 29 s 73      | Pays-Bas Jesse Puts Nyls Korstanje Ranomi Kromowidjojo Maaike de Waard | 1 min 29 s 82 | Canada Yuri Kisil Markus Thormeyer Michelle Williams Sandrine Mainville | 1 min 29 s 83 |
| 4 × 50 m 4 nages    | États-Unis Thomas Shields Lilly King Kelsi Worrell Michael Chadwick             | 1 min 37 s 22 (RC) | Brésil Etiene Medeiros Felipe Lima Nicholas Santos Larissa Oliveira    | 1 min 37 s 74 | Japon Junya Koga Yoshiki Yamanaka Rikako Ikee Sayuki Ouchi              | 1 min 38 s 45 |